# Joachim Lange (Zimmerer)

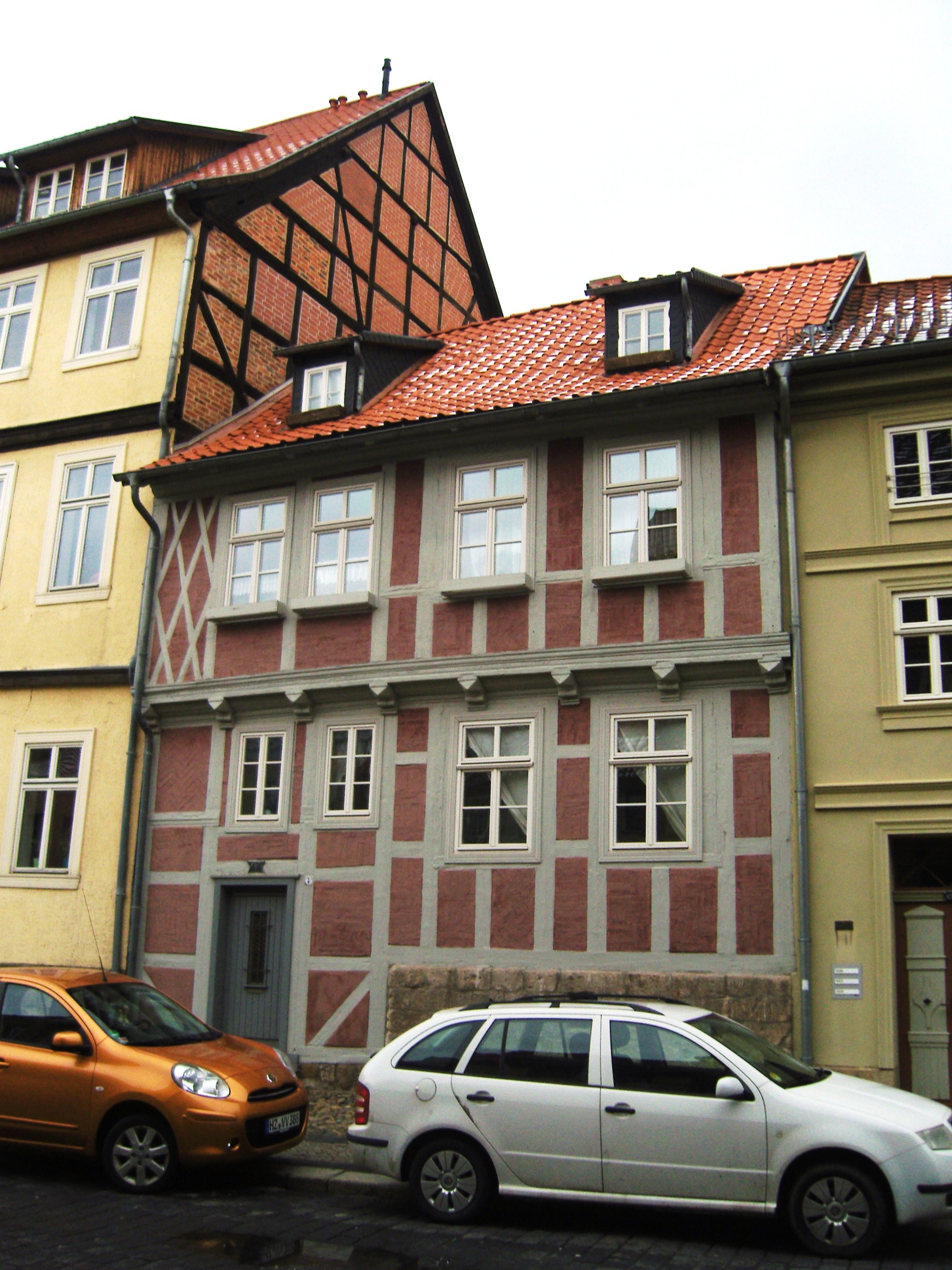
Haus Weberstraße 44

Joachim Andreas Lange (* 8. Januar 1668 in Quedlinburg; † nach dem 16. März 1735) war ein deutscher Zimmermeister. Sein Vater war Martin Lange. Er schuf zumindest drei noch heute erhaltene und zum UNESCO-Weltkulturerbe gehörende Fachwerkhäuser in Quedlinburg.

## Leben und Werk
Insgesamt sind drei von Lange errichtete Gebäude bekannt. Ältester Bau ist das 1701 gebaute Haus Neuer Weg 30. 1702 folgte das Haus Weberstraße 44. Letzter bekannter, allerdings nicht vollständig erhaltener Bau war 1717 das Haus Neuendorf 32, 33, 34. Lange veränderte am Haus Weberstraße 44 erstmals die Stellung der Fachwerkständer. Bis dahin wurden sie streng regelmäßig jeweils über einen Deckenbalken gesetzt. Lange variierte die Ständerabstände. Er wandte jedoch weiterhin die traditionellen Zierformen des Pyramidenbalkenkopfs, der profilierten Brüstungshölzer und ein stockwerkhohes Rautenkreuz an. Sein Bau aus dem Jahr 1717 wies dann bereits einen sogenannten Ständerrhythmus mit breiten Fenster- und schmalen Wandfeldern auf. Auf profilierte Brüstungshölzer wurde verzichtet.
Im Jahr 1723 ist ein Zimmermann mit dem Namen Lange als Pate einer zu den Honoratioren Quedlinburgs gehörenden Familie Krage überliefert. Soweit es sich dabei um Joachim Lange gehandelt haben sollte, wäre er der einzige Zimmermeister der Zeit, bei dem eine nähere Verbindung zu diesen Kreisen der Quedlinburger Gesellschaft bekannt geworden wäre.
Lange, Stifter der holländischen und britischen Linien der Familie Lange, war zuerst verheiratet mit Clara Margaretha geb. Bodenstein, und in 2. Ehe mit Elisabeth Hartung († Juli 1717 in Quedlinburg). Seine 6. Urenkelin Monique Marcella Frédérique Everwijn Lange (* 28. Februar 1948 in Haarlem) ist Witwe von Albert Heijn.